# Impéria
Pour les articles homonymes, voir Imperia.
Impéria est un éditeur lyonnais de bande dessinée de 1951 à 1986. C'est l'un des plus importants éditeurs français de petit format.

## Historique
En 1946, Robert Bagage fonde les Éditions du Siècle au 8 rue de Brest à Lyon après avoir entamé sa carrière comme dessinateur sous le pseudonyme de Robba, dans des revues comme Jumbo et Cœurs Vaillants. L'époque est aux récits complets et le nouvel éditeur n'en lance pas moins de six comme Garry et Targa. 
En octobre 1949, l'éditeur lance le petit format Super Boy, deuxième petit format publié en France après la série 34 des éditions Vaillant (la série Super Boy, dessinée par Félix Molinari, n'est lancée qu'en 1958). Robert Bagage se consacre dès lors au petit format avec la création d'autres revues comme Kit Carson, Marouf ou Minouche qui vise quant à lui un public féminin.
En 1951, les éditions du Siècle deviennent Impéria. Si Robert Bagage, Félix Molinari et d'autres dessinateurs produisent beaucoup, la majorité des bandes dessinées éditées sont la traduction de publications étrangères, principalement anglaises, avec des westerns ou des récits de guerre comme Rangers. Lorsque le matériel d'origine est épuisé, des dessinateurs - souvent espagnols - sont embauchés pour poursuivre les séries.
Dans les années 1970, alors que des concurrents comme Lug et Arédit se mettent à publier des revues en plus grand format et en couleurs, Impéria reste attaché au format de poche et au noir et blanc. Sur la fin, l'éditeur ne propose plus que des rééditions, ce qui accélère sans doute le déclin des ventes jusqu'au no 14 de Crampons, la dernière revue encore active.
Il est à noter l'exceptionnelle longévité des revues de l'éditeur avec des titres comme Buck John (613 numéros), Kit Carson (552), Tex Tone (526) ou Super Boy (402).

## Albums
- Tom'X
- Radar
- Targa
- Garry - Garry est le seul des « récits complets » à avoir été édité par la suite en petit format (au no 190).
- Youpi
- Captain Horn
- Buck John par Bob Leguay
- Crack
- Kalar
- Kit Carson par Bob Leguay
- Kon Tiki
- Marouf
- Maxi
- Minouche (BD), qui vise un public féminin
- Ögan (es), 104 numéros, 1963-1972
- Prairie
- Roico
- Tenax (mai 1971 à septembre 1985)
- Tex Tone
- Battler Britton (1958 à 1986)
- X-13 (1960 à 1986)
- Jim Canada (297 numéros)
- Rangers (1964-1986).